# Ebenau (Ukraina)
Ebenau (ukr. Ебенав w 1939, Stodółki Nowe) – dawna wieś, obecnie część wsi Stodółki na Ukrainie w rejonie lwowskim obwodu lwowskiego.
Pierwotnie miejscowość Ebenau stanowiła kolonię niemiecką. W ostatniej dekadzie XIX wieku mieszkało w niej 345 osób, wszyscy wyznania ewangelickiego. Właścicielem większości majątku był poseł Zygmunt Kutkowski.
W II Rzeczypospolitej miejscowość leżała w gminie Lubień Wielki. Zarządzeniem ministra spraw wewnętrznych z 4 maja 1939 ustalono dla miejscowości Ebenau nazwę Stodółki Nowe.
W późniejszym czasie miejscowość przyłączono do wsi Stodółki.